# Takaomyia
Takaomyia là một chi ruồi trong họ Syrphidae.